# Doctor thứ mười hai
Doctor thứ Mười hai là một hiện thân của Doctor, nhân vật chính trong loạt phim khoa học viễn tưởng trên truyền hình Doctor Who của BBC. Ông được thể hiện bởi diễn viên người Scotland Peter Capaldi. Doctor là một nhà du hành thời gian ngoài hành tinh có hình dạng con người đến từ một chủng tộc gọi là Time Lord. Khi Doctor bị thương nghiêm trọng, ông có thể tái sinh với một cơ thể và tính cách hoàn toàn mới. Nhờ đặc tính cốt truyện độc đáo này mà nhân vật Doctor có thể được thay thế và thể hiện bởi nhiều thế hệ diễn viên khác nhau kể từ năm 1963.
Doctor thứ Mười hai xuất hiện chớp nhoáng trong tập phim kỉ niệm 50 Doctor Who "The Day of the Doctor" (2013), với tư cách là một trong mười ba hiện thân của Doctor được triệu tập để cứu Gallifrey khỏi sự huỷ diệt. Lần xuất hiện chính thức của Capaldi xảy ra trong tập đặc biệt Giáng Sinh "The Time of the Doctor". Ông xuất hiện xuyên suốt trong series thứ 8 và series thứ 9 cùng với bạn đồng hành Clara Oswald (Jenna Coleman).

## Xuất hiện
Doctor thứ 12 xuất hiện không chính danh trong tập phim "The Day of the Doctor". Doctor thứ mười một (Matt Smith) triệu tập các hiện thân trước đó của ông để tiến hành kế hoạch giải cứu Gallifrey khỏi sự hủy diệt trong cuộc Đại chiến Thời gian. Các Time Lord trong phòng chiến lược ở Gallifrey phát hiện ra 12 TARDIS đang tiếp cận hành tinh. Con số này được chỉnh thành 13, khi tay, mắt và trán của Doctor thứ 12 được chiếu thoáng qua.
Trong tập phim "The Time of the Doctor" sau khi Doctor được ban cho một vòng luân hồi mới bởi các Time Lord, những người đang kẹt lại ở một chiều không gian khác, ông bắt đầu tái sinh. Ban đầu, ông cảm thấy bối rối về cơ thể mới của mình, và phàn nàn về những quả thận mới, sau đó ông hỏi Clara liệu cô có biết lái TARDIS hay không.

## Phân vai
Matt Smith, người đóng vai Doctor thứ mười một, tuyên bố rời khỏi Doctor Who vào ngày 1 tháng 6, 2013. Trước khi Capaldi được tiết lộ sẽ trở thành Doctor tiếp theo, chủ đề này đã được bàn tán rộng rãi trên các phương tiện truyền thông. Vào ngày 3 tháng 8, 2013, nhà cái William Hill dừng việc đặt cược khi khả năng Capaldi nhận vai trở nên quá cao. Vai diễn của Capaldi được tiết lộ vào ngày 4 tháng 8 trong một chương trình tryền hình trực tiếp trên BBC One mang tên Doctor Who Live: The Next Doctor. Chương trình được theo dõi bởi khoảng 6,27 triệu người ở Anh, và cũng được phát sóng tại Hoa Kỳ, Canada và Australia.
Trong khi Capaldi là lựa chọn hàng đầu cho vai diễn, những diễn viên khác cũng đã được tính đến trong trường hợp ông từ chối lời mời. Ben Daniels, một trong những ứng viên tiềm năng sau tuyên bố ra đi của Matt Smith, nói rằng ông đã từng được tiếp xúc để bàn về sự quan tâm của ông với vai diễn Doctor.
Tác giả và nhà sản xuất Doctor Who Steven Moffat nói Capaldi "đã thoáng qua trong đầu của mình" trong khi tìm kiếm diễn viên cho Doctor thứ 12, nhưng ông đã bỏ ý tưởng này, cho rằng Capaldi không thích hợp vào lúc đó. Ben Stephenson cho biết Capaldi đã được đề nghị từ vài tháng trước khi được tiết lộ vào tháng 8 và một buổi thử vai bí mật đã được tổ chức tại nhà Moffat. Capaldi chuẩn bị cho buổi thử vai bằng cách tải các kịch bản Doctor Who cũ từ Internet và luyện tập nó trước gương. Ở độ tuổi 55, Capaldi bằng tuổi với William Hartnell (Doctor thứ nhất) khi ông thử vai, và sẽ là người già nhất kể từ Hartnell giữ vai chính này. Moffat cảm thấy một diễn viên lớn tuổi sẽ thích hợp để kế thừa một diễn viên trẻ tuổi, vì nó góp phần thay đổi bộ mặt và làm giảm đi những sự so sánh."
Capaldi từng xuất hiện trong dòng Doctor Who. Ông từng thể hiện Lucius Caecilius Iucundus trong tập phim "The Fires of Pompeii" vào năm 2008,; Capaldi cũng xuất hiện với vai John Frobisher trong Children of Earth.